# Миноносцы типа «Тидори»
Миноносцы типа «Тидори» (яп. 千鳥型水雷艇 Тидоригата суйрайтэй) — тип японских миноносцев. В русскоязычной военно-исторической литературе также известны как тип «Томодзуру».

## История создания и конструкция
Согласно условиям морского соглашения, подписанного 22 апреля 1930 года в Лондоне разрешалось строительство кораблей водоизмещением менее 610 тонн без каких-либо ограничений. В связи с этим уже в 1931 году Императорский флот Японии заказал 20 миноносцев, и два из них были заложены к концу года в Майдзуру и Осаке.
Особенностью конструкции этих кораблей было экстремально мощное артиллерийское и торпедное вооружение для таких размеров (спаренная и одиночная установки орудий 127-мм/50, два сдвоенных 533-мм торпедных аппарата) — в частности, оно было более мощным, чем установленное на эсминцы II класса типа «Вакатакэ» вдвое большего водоизмещения. Если же сравнивать с аналогичными кораблями того времени других стран, то они по огневой мощи могли конкурировать с в 2-3 раза большими эскадренными миноносцами.
Оборотной стороной стала плохая остойчивость. Доля веса орудий и торпедных аппаратов в водоизмещении достигла 22,7 %, то есть величины, характерной для линейных кораблей, при несравненно меньшей метацентрической высоте и гораздо более худшей мореходности. Несмотря на то, что проблемы с остойчивостью были у абсолютно всех японских эсминцев того времени и ряда кораблей крупнее (что и показала гибель 5 декабря 1932 года эсминца «Савараби» типа «Вакатакэ»), но именно на этой серии они перешли ту черту, за которой вообще возможно безопасно выходить в море.
В 1931—1934 годах на японских верфях было построено 4 корабля этого типа. Остальные 16 после инцидента с «Томодзуру» перезаказали как тип «Отори».

## История службы
Через 3 недели после вступления в строй, в ночь на 12 марта 1934 года «Томодзуру» во время учебной атаки на лёгкий крейсер «Тацута» перевернулся в штормовом море, погибло 97 членов экипажа. Днём того же дня плавающий вверх килем корабль обнаружили «Тацута» и «Тидори», которые взяли его на буксир, и 13 марта он был введён в сухой док в Сасебо.
После этой катастрофы все 4 корабля в 1934—1935 годах были значительно перестроены. Обе установки 127-мм орудий и кормовой торпедный аппарат были сняты, на их месте разместились три старых орудия 120-мм/45. Также был срезан верхний уровень мостика, а в трюмы уложено 98 тонн балласта, что позволило довести остойчивость до приемлемого уровня.
После этого все четыре корабля вошли в состав 21 торпедной флотилии. Участвовали в патрулировании китайского побережья.
К началу Второй Мировой войны прошли модернизацию (снято кормовое 120-мм орудие, установлено 10 25-мм зенитных автоматов Тип 96, боекомплект глубинных бомб увеличен до 48) и вошли в состав 2-го базового соединения Третьего флота, используясь в основном в качестве противолодочных кораблей. Тем не менее в декабре 1941 года они участвовали в захвате Филиппин.
Наибольшим успехом представителей этого типа стало уничтожение американской подводной лодки «Эмберджэк» 16 февраля 1943 у Рабаула глубинными бомбами «Тидори». Три корабля погибли в конце войны, «Хацукари» же был захвачен в Гонконге, передан Великобритании и в 1948 году разобран на металл.

## Представители
| Название                                       | Место постройки                  | Закладка             | Спуск на воду        | Вступление в строй   | Судьба                                                                                   |
| ---------------------------------------------- | -------------------------------- | -------------------- | -------------------- | -------------------- | ---------------------------------------------------------------------------------------- |
| Тидори (яп. 千鳥 кулик)                        | Майдзуру, Япония                 | 13 октября 1931 года | 1 апреля 1933 года   | 20 ноября 1933 года  | Потоплен 21 декабря 1944 года западнее Омаэдзаки американской подводной лодкой «Тайлфиш» |
| Манадзуру (яп. 真鶴 даурский журавль)          | Верфи Фудзинагата, Осака, Япония | 22 декабря 1931 года | 11 июля 1933 года    | 31 января 1934 года  | Потоплен 1 марта 1945 года на рейде Нахи во время налёта американской авиации            |
| Томодзуру (яп. 友鶴)                           | Майдзуру, Япония                 | 11 ноября 1932 года  | 1 октября 1933 года  | 24 февраля 1934 года | Потоплен 24 марта 1945 года западнее острова Осима во время налёта американской авиации  |
| Хацукари (яп. 初雁 первый дикий гусь (в году)) | Верфи Фудзинагата, Осака, Япония | 6 апреля 1933 года   | 19 декабря 1933 года | 15 июля 1934 года    | После окончания войны передан Великобритании, в 1948 году разобран на металл.            |